# Zoloti vorota (stanice metra v Kyjevě)
Zoloti vorota (ukrajinsky Золоті ворота, v doslovném překladu Zlatá brána) je stanice kyjevského metra na Syrecko-Pečerské lince, která se nachází poblíž historické stejnojmenné památky. Stanice byla otevřena v rámci prvního úseku linky Syrecko-Pečerska dne 31. prosince 1989. Stanice slouží jako přestupní na linku Svjatošynsko-Brovarskou, vestibulem do stanice Teatralna.
Původní projektové plány stanice počítaly s čistou utilitární strukturou typickou pro tehdejší stanice metra. Díky úsilí hlavního městského architekta Mykoly Žarikova byl návrh zamítnut ve prospěch plánu připomínajícího středověký chrám Kyjevské Rusi od Boryse Žežeryna, Vadyma Žežeryna a samotného Žarikova. Takový návrh byl obzvláště riskantní, protože Ukrajina byla v době výstavby stanice součástí Sovětského svazu. 
Stanice obsahuje 80 různých mozaik a obrázků zobrazujících historii Kyjevské Rusi. V roce 2011 byly mozaiky stanice prohlášeny za památku coby „nově objevené předměty kulturního dědictví“ místním městským odborem kulturního dědictví. Stanice je považována za jednu z nejpůsobivějších stanic metra v Evropě a je umístěna na seznamu sestaveném deníkem The Daily Telegraph v roce 2013.

## Konstrukce stanice
Prvotní plány pro Syrecko-Pečerskou linku počítaly s přestupní stanicí, pojmenovanou Kominternivska, ze které by se přestupovalo do stanice Universytet na Svjatošynsko-Brovarské lince. Krátká centrální hala ve stanici Universytet nevyhovovala velkému objemu cestujících, kterému by přestupní stanice podléhala, a proto bylo budoucí umístění stanice posunuto o několik městských bloků, aby se shodovalo s nově navrhovanou stanicí první linky. Tato nová stanice, nyní zvaná Teatralna, by se nacházela mezi stanicemi Chreščatyk a Universytet a sloužila by jako přestup do budoucí stanice Zoloti Vorota. Přestože stanice Kominternivska nebyla nikdy postavena, některé její architektonické prvky z návrhů byly zachovány a použity při vzniku stanice Teatralna.
Stavba linky Syrecko-Pečerska, třetí linky kyjevského metra, byla zahájena 23. února 1983. Plánované datum dokončení bylo v roce 1986, ale otevření linky bylo odloženo až na konec roku 1989 kvůli tehdejšímu ekonomickému stavu v Sovětském svazu. První úsek linky byl oficiálně otevřen 31. prosince 1989 a sestával ze tří stanic; Zoloti Vorota – Palac sportu – Mečnikova (dnes Klovska).

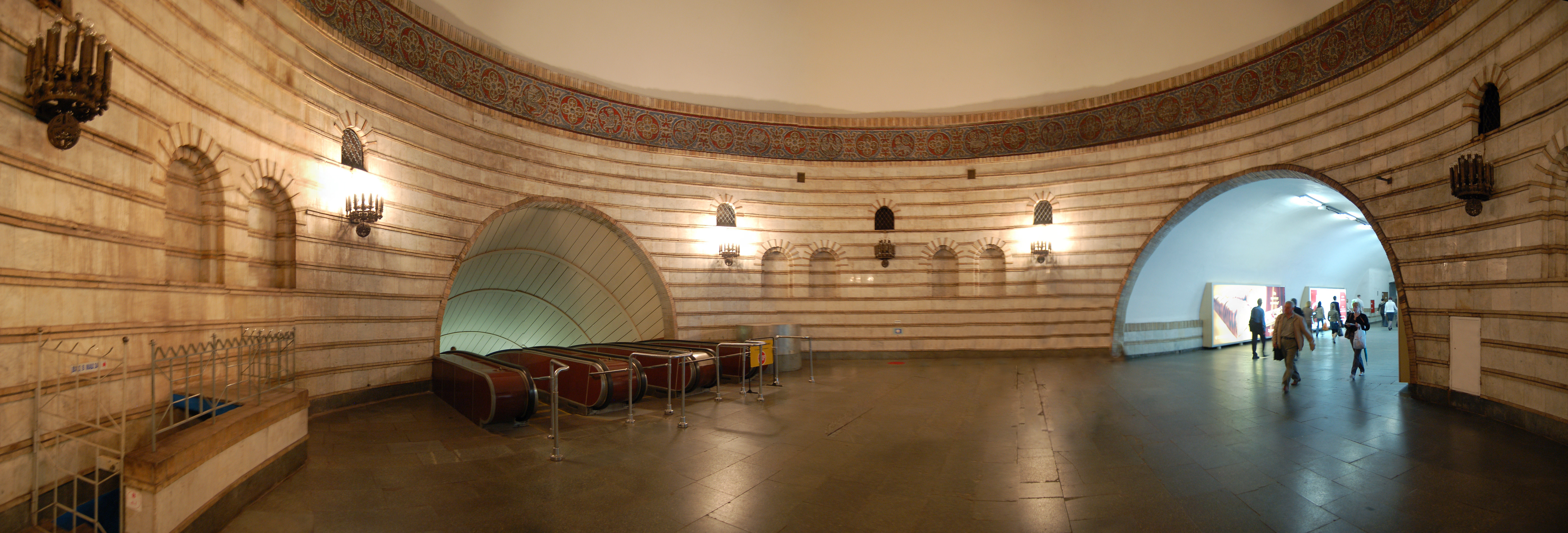
Stanice se nachází v hloubce 96,5 m, což vytváří potřebu podzemního vestibulu mezi dvěma tunely eskalátorů

Vzhledem k tomu, že vestibul stanice je situován na svahu, musely být vytvořeny dva samostatné eskalátorové tunely propojené vestibulem podzemní stanice. Horní tunel k vestibulu je 35 m dlouhý, zatímco spodní tunel je 56 m dlouhý. Vestibul a eskalátorový tunel byl postaven stejně jako u ostatních stanic systému kyjevského metra; ten byl nejprve dokončen pod zemí a pak byl vyhlouben k střední lodi. Vestibul je 20 m vysoká kopule s přibližně podobným průměrem. Instalace kopule začala v listopadu 1987 a byla dokončena v roce 1988, snižována tempem půl metru denně.
Poté, co byl vestibul instalován, začaly stavební práce na spodním eskalátorovém tunelu. Pro obtížnou hydrogeologii nebyl tunel do slavnostního otevření stanice dokončen a do 1. května 1990 byla stanice pouze dosažitelná přestupem ze stanice Teatralna.
Stanice několik let sloužila jako severní konečná stanice linky. Pokračující výstavba prodloužila trať na sever do stanice Lukjanivska, záměrem, ale být otevřená i druhá stanice, a to Lvivska Brama, ta ale nemá dokončený eskalátorový tunel a vestibul a kvůli tomu je zatím uzavřen.

## Charakteristika stanice

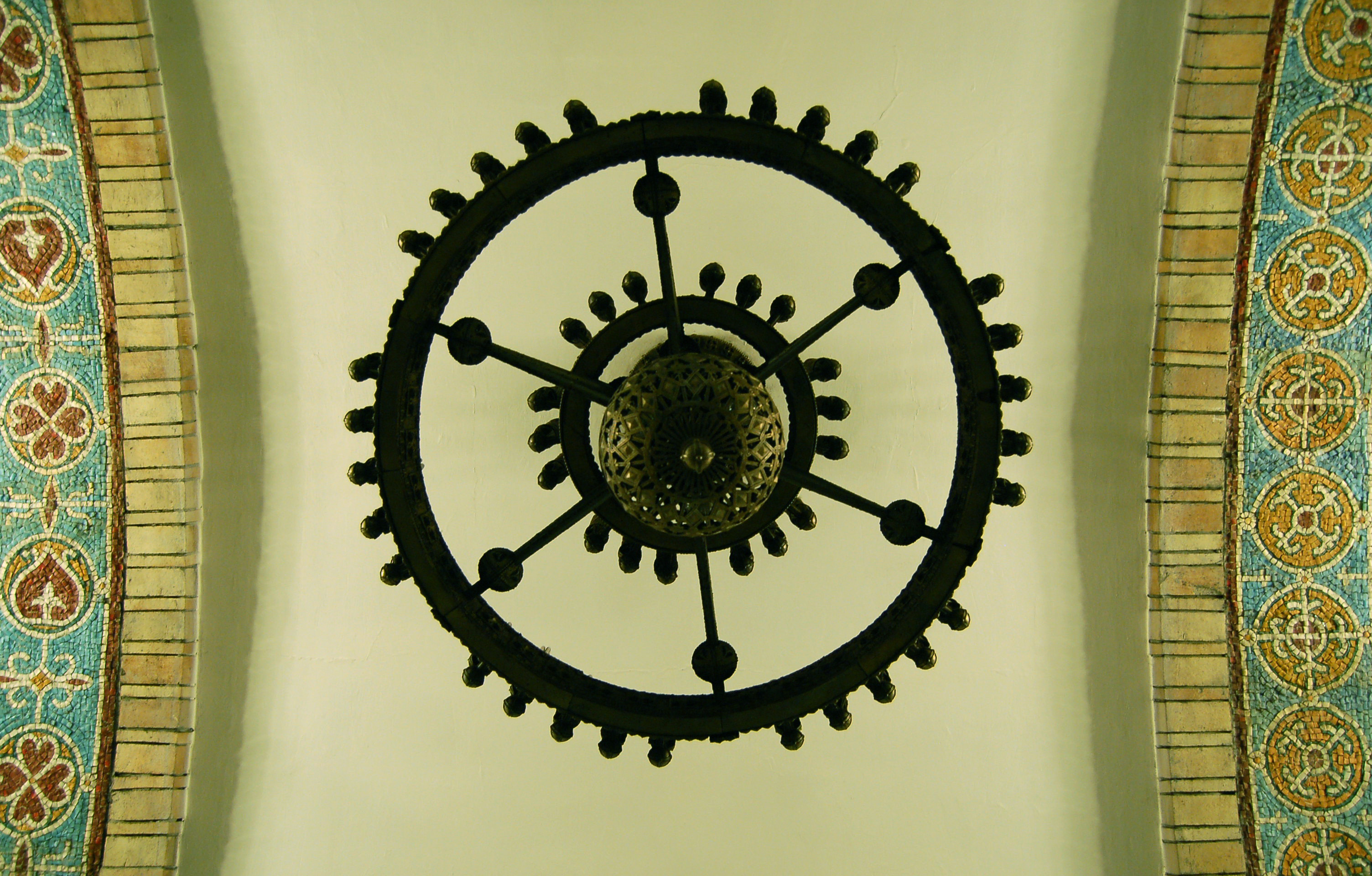
Lustry stanice, lemované mozaikami na stropě

Z technického hlediska byla stanice postavena jako hluboko založená trojlodní stanice v hloubce 96,5 m pod zemí. Skládá se ze tří odlišných klenutých hal s jednou centrální halou a dvěma bočními halami s nástupišti, z nichž každý je oddělen řadou sloupů. Centrální hala je s jediným nadzemním vestibulem propojena dvěma eskalátorovými tunely, oddělenými podzemním vestibulem, což bylo potřeba kvůli hloubce, ve které se stanice nachází.
Původní plány stanice navrhl tým moskevských architektů, jejichž design byl přísně utilitární, architektonicky podobný ostatním stanicím metra té doby. Vzhledem k socioekonomickým změnám probíhajícím v té době v Sovětském svazu byl však původní návrh zamítnut, protože byl považován za „příliš slabý“ pro jednu z hlavních stanic metra na historicky významném místě. Hlavní architekt města Mykola Žarikov oslovil Vadyma Žežeryna, aby vytvořil nový návrh stanice. Žežeryn při dokončování návrhu požádal o pomoc svého otce Boryse. Vadym dříve pracoval na rekonstrukci náměstí Lva Tolstého, dnešního náměstí Ukrajinských hrdinů, a podobně pojmenované stanici metra, zatímco jeho otec byl zodpovědný za rekonstrukci nedaleké Národní opery.
Nový design byl založen na podobě chrámu z Kyjevské Rusi s unikátními mozaikami umístěnými po celé stanici. Výška centrální haly byla zvýšena a sloupy z původního návrhu byly nahrazeny mnohem nižšími sloupy zakončenými bílým mramorem a matným leskem. Stanice je osvětlena bronzovými lustry, z nichž každý obsahuje 12 různých osvětlení držících žárovky podobné svíčkám. Mezi pruhy mozaiky byly instalovány také menší lustry.

## Mozaiky

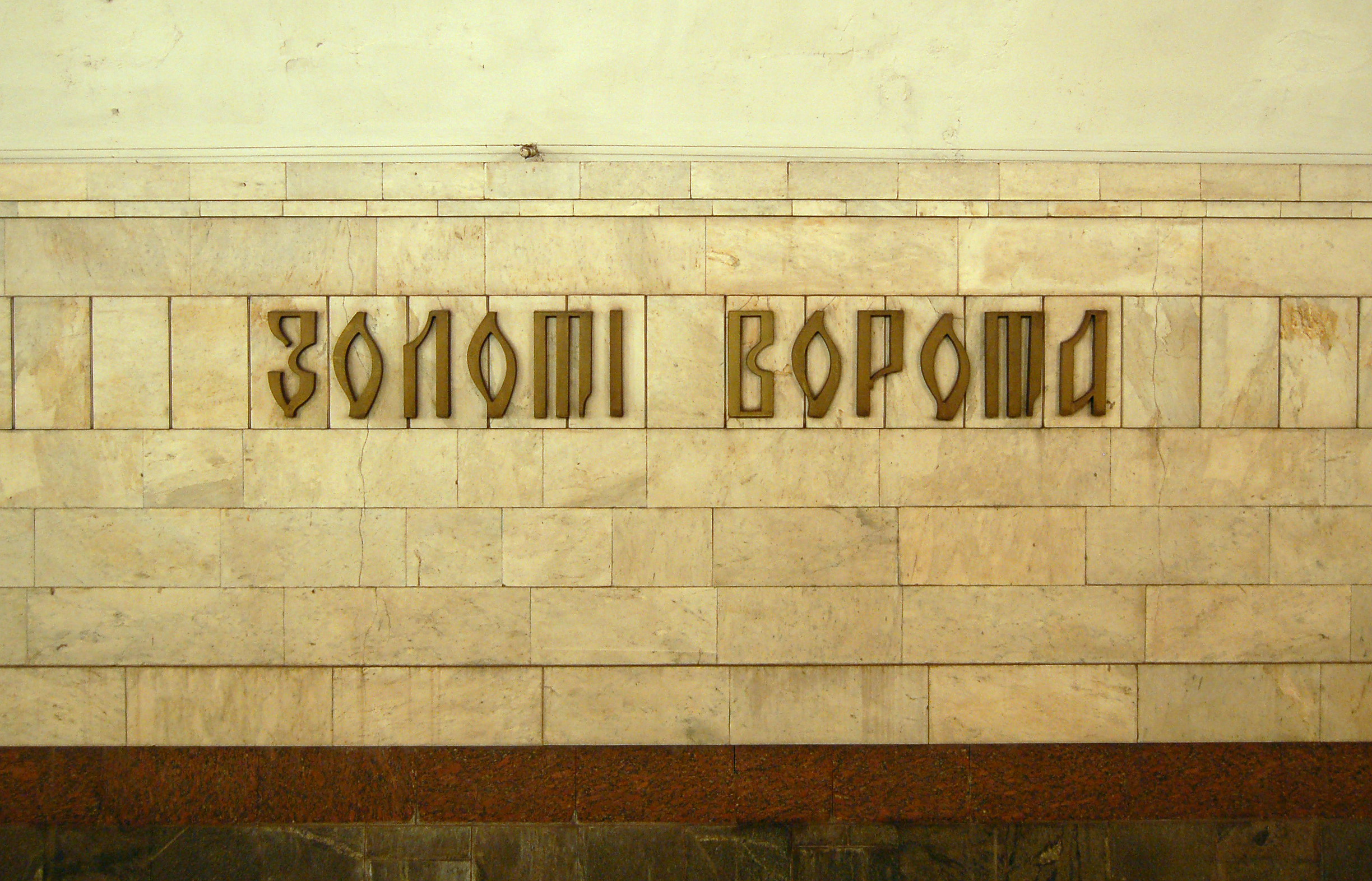
Detailní záběr na zlatý nápis se jménem, který byl proveden ve starověkém ruském stylu písma

Stanice Zoloti Vorota nabízí řadu mozaikových dekorací, které dokončili umělci Hryhorij Korin a Volodymyr Fedko. Existuje celkem 80 velkých mozaikových děl, které probíhají ve směru hodinových ručiček kolem střední lodi a zobrazují historii Kyjevské Rusi. Oba umělci v doprovodu hlavního architekta stanice Vadyma Žežerina došli k závěru, že stanice by měla být vyzdobena mozaikami historického významu z období před mongolskou invazí na Rus. Korin dokončil mozaiky na obou koncích stanice a velké stropní oblouky, zatímco Fedko dokončil jedinečné obrazy týkající se Kyjevské Rusi a menších oblouků mezi jednotlivými pilíři stanice.
Na obou koncích střední lodi a dvou eskalátorových tunelů jsou instalovány čtyři velké mozaiky. Na straně, která vede k východu do města, byl instalován panel zobrazující patrona Kyjeva, archanděla Michaela. Mezitím na samém konci nádraží je vyobrazen svatý Jiří, který symbolizuje Moskvu, tehdejší hlavní město Sovětského svazu. Na jedné z mozaik na konci stanice poblíž eskalátorů je nápis s ukrajinským nacionalistickým sloganem sláva Ukrajině (Слава Україні).
Velká část mozaik zobrazuje různá velká knížata Kyjevské Rusi, z nichž 27 je zde zobrazeno. Samotné dílky mozaiky obsahují roky vládnutí princů a jejich jména:
- Kyj
- Šček
- Choryv
- Lybiď
- Askold
- Dir
- Oleg
- Igor Rurikovič
- Olga
- Svjatoslav I. Igorevič
- Vladimír I. Svatý
- Jaroslav I. Moudrý
- Izjaslav Jaroslavič
- Vsevolod I. Jaroslavič
- Svjatopolk II. Izjaslavič
- Vladimír II. Monomach
- Mstislav I. Vladimirovič
- Jaropolk II.
- Vsevolod II.
- Izjaslav II. Mstislavič
- Rostislav I. Kyjevský
- Roman I. Kyjevský
- Svjatoslav III. Kyjevský
- Rurik Rostislavič
- Mstislav III. Kyjevský
- Vladimír IV. Kyjevský
- Daniel Romanovič Haličský

Stanice má také devět mozaik znázorňujících různé další významné osobnosti éry Kyjevské Rusi, a to s Antonínem, Teodosiusem, Annou, Ilarionem, Agapitem, Alypiem, Nestorem, Petrem Myonigem a Silvestrem. A také osm mozaik různých chrámů a kostelů jako např. Katedrálu svaté Sofie či Chrám svatého Michala. Nakonec je zde 32 mozaikových kousků se simarglemi, což jsou mytická stvoření z východoslovanské mytologie, často zobrazovaná jako okřídlený lev nebo pes.

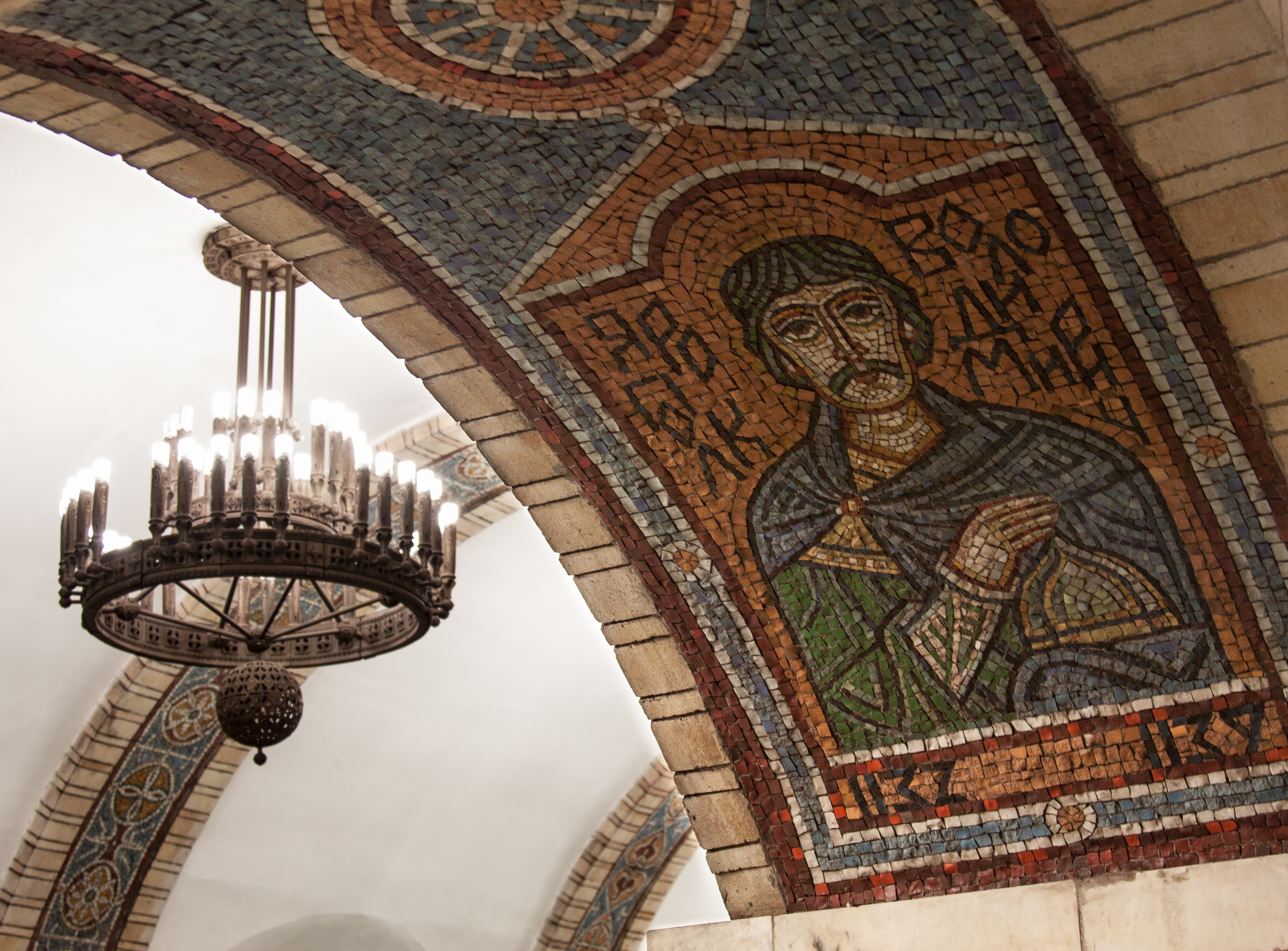
Mozaika zobrazující Jaropolka II. s jedním z lustrů v pozadí
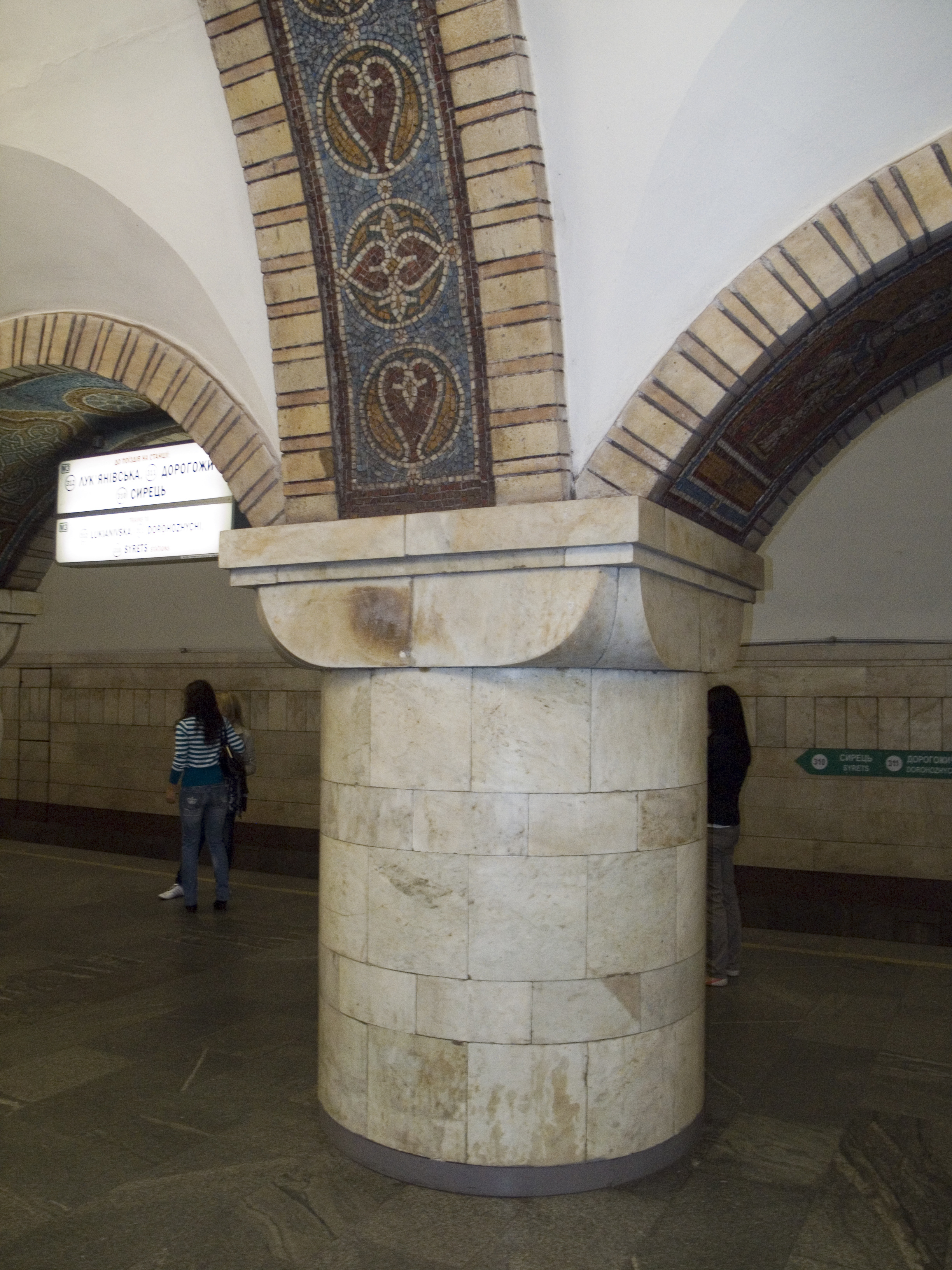
Příklad mozaiky pokrývající pilíře stanice pokryté bílým mramorem
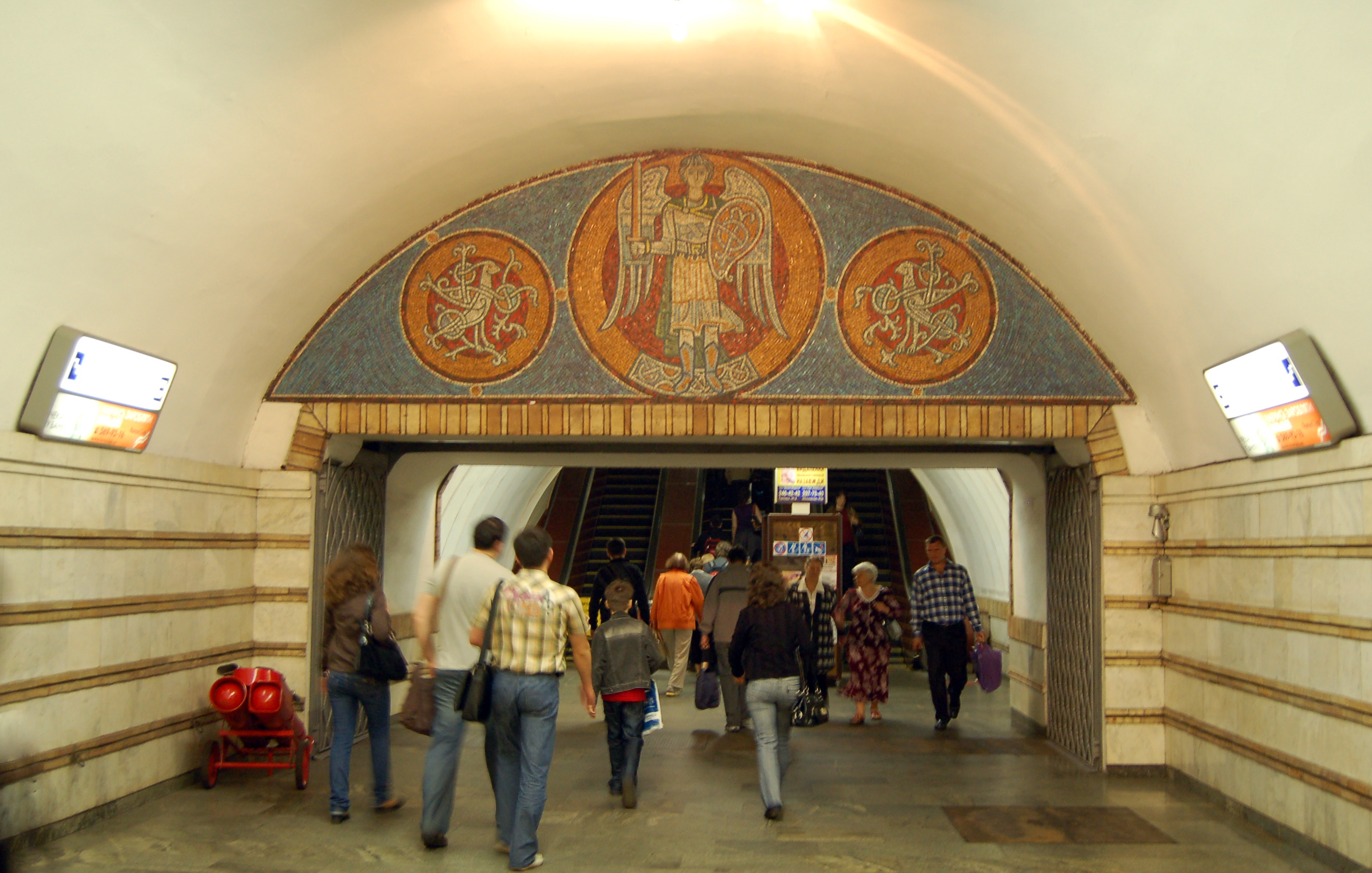
Mozaiky zobrazující patrona Kyjeva archanděla Michaela, lemovaného dvěma mytickými bytostmi

## Provoz

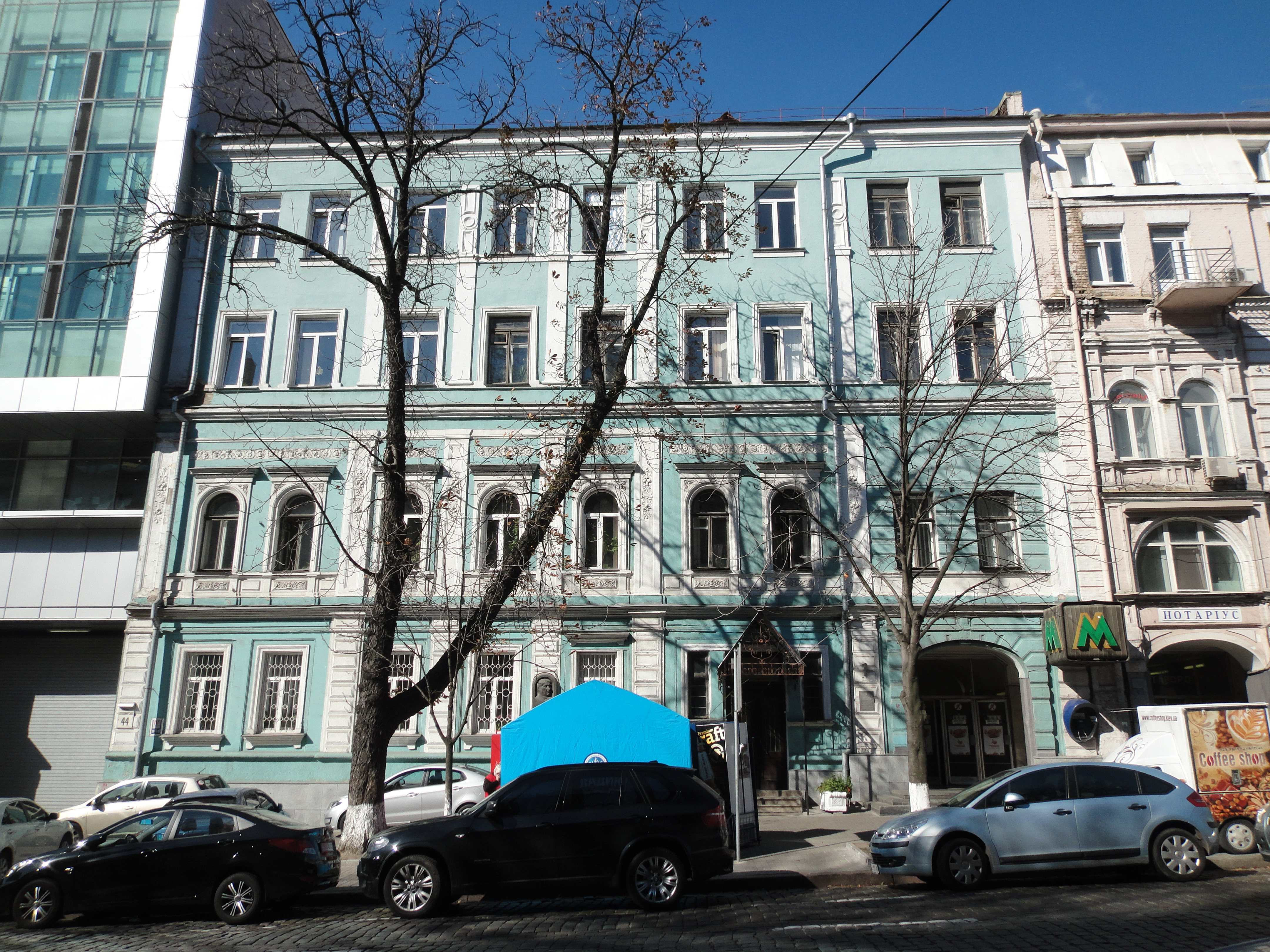
Výstup ze stanice do ulice Volodymyrska

Stanice Zoloti Vorota má pouze dva vchody z ulice, z nichž jeden se nachází na ulici Volodymyrska a druhý v pasáži Zoloti Vorota. Každý ze vstupů je propojen jedním vestibulem v centru města poblíž Zlaté brány a budovy Ukrajinské národní opery. Od roku 2008 stanice Zoloti Vorota denně obsluhuje 20 000 cestujících. Samotná stanice je v provozu každý den od 05:39 do 00:06, zatímco přestupní chodba, která spojuje Zoloti Vorota s Teatralnou, je otevřena od 05:45 do 00:32. Stanici obsluhuje šest eskalátorů, přičemž horní a dolní vestibul obsluhují dva provozní eskalátory a další jeden záložní eskalátor.
Dojíždění z Zoloti Vorota do konečné stanice Syrec trvá přibližně 9 minut a 5 sekund, zatímco dojíždění na konečnou stanici Červonyj chutir trvá 30 minut a 55 sekund. Interval vlaků se během dne mění, ale obecně jezdí každých 2–13 minut v obou směrech. První ranní vlak směřující na východ odjíždí ze stanice v 05:48, zatímco vlak na západ odjíždí v 06:01. Poslední večerní vlak na východ odjíždí v 00:15, zatímco vlak na západ odjíždí v 00:30.
Celý systém kyjevského metra používá stejné způsoby platby za tranzit přes každou stanici; plastové žetony, dočasné papírové bezkontaktní karty a dobíjecí plastové bezkontaktní karty. V červnu 2015 byla stanice vybavena funkcí Paypass, bezkontaktní platební službou od MasterCard. Je to jedna ze sedmnácti strategických stanic systému metra, která využívá tuto technologii, což z Kyjeva činí pátý systém rychlé přepravy na světě, který tuto technologii využívá.
Během ruské invaze na Ukrajinu v roce 2022 byla stanice používána jako protiletecký kryt, spolu s dalšími stanicemi kyjevského metra.